# Mașina de întinerit
Mașina de întinerit (în cehă Což takhle dát si špenát, în traducere „Spanacul face minuni!”) este un film science-fiction de comedie cehoslovac din 1977, regizat de Václav Vorlíček. 

## Rezumat
Doi escroci, Zemánek și Liška, ajung la închisoare pentru furt de alcool. După ieșirea din închisoare, sunt angajați într-un laborator unde profesorul Mlejnek a inventat un dispozitiv pentru  întinerirea animalelor, astfel încât să dea mai mult lapte. Invenția este furată de proprietarul unei fabrici de produse cosmetice care operează la Hotelul Imperial, care, la rândul său, dorește să o folosească pentru a efectua tratamente de întinerire asupra clienților săi. Capacitățile dispozitivului sunt testate pe Zemánek și Liška, dar ei nu știu că radiațiile dispozitivului combinate cu consumul de spanac provoacă o regresie până în copilărie. Eroii se trezesc a doua zi ca băieți de 10 ani. Acest lucru declanșează o serie de evenimente incredibile și haotice.
Melodia din titlu este interpretată de Jiří Schelinger cu trupa Diskobolos.

## Distribuție
- Vladimír Menšík - Zemánek
- Jiří Sovák - Liška
- Iva Janžurová - Lišková / Marcelka (mare)
- Michal Kocourek - Zemánek (băiat)
- Ondřej Hach - Liška (băiat)
- František Filipovský - bunicul Liška
- Ivana Maříková - Lenka
- Petr Přívozník - Mirek
- Stella Zázvorková - Lopezová
- Josef Somr - Pereira
- Eva Trejtnarová - Mária
- Petr Kostka - Carlos
- Jaroslava Obermaierová - Vilma
- Bedřich Prokoš - profesorul
- Čestmír Řanda - Mlejnek
- Juraj Herz - Netušil